# Camisa incandescente

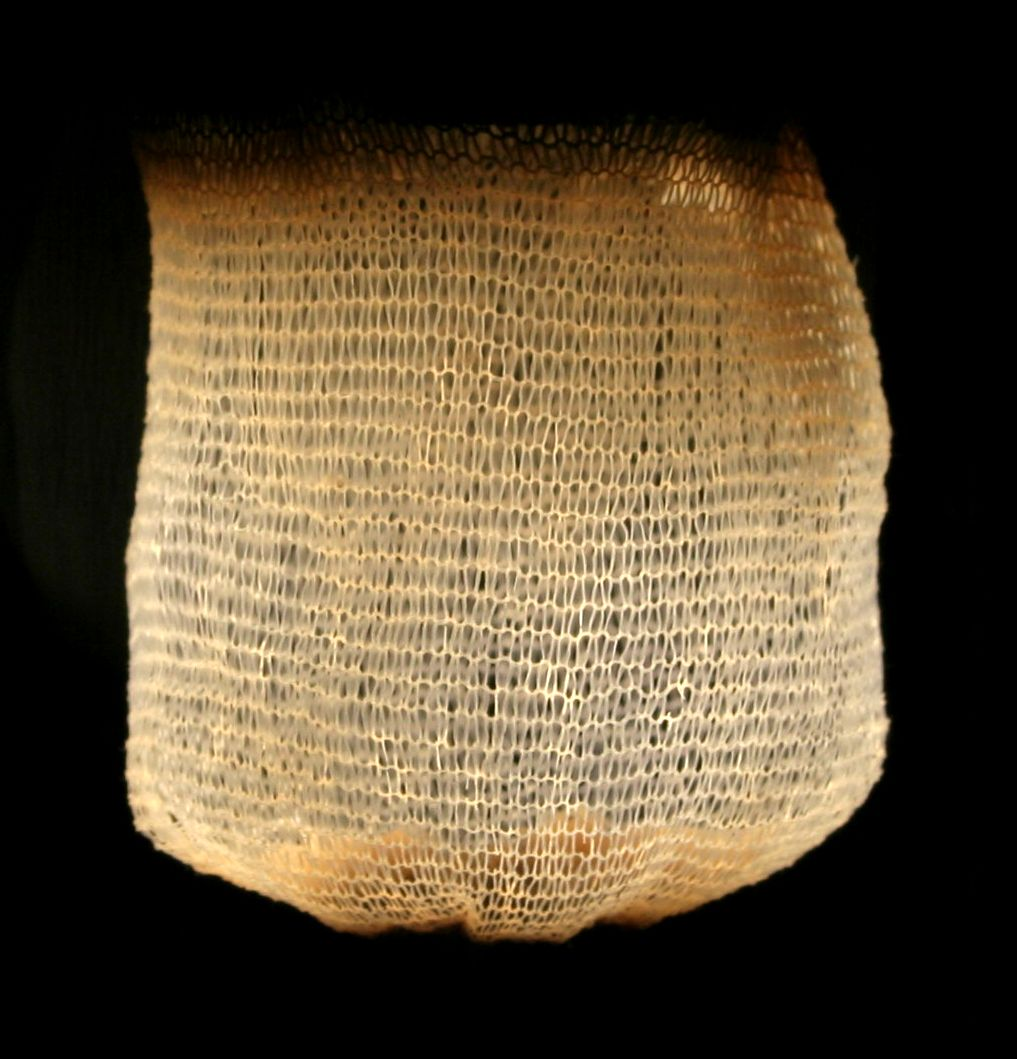
Una camisa incandescente

Una camisa incandescente o manguito incandescente es un dispositivo para generar luz blanca brillante cuando es calentado por una llama. Consiste en una malla de tejido (actualmente algodón-nylon) impregnada en una disolución de nitrato de torio al que se añaden otros metales con distintos objetivos, por ejemplo el cerio aumenta el brillo de la luz emitida mientras que el berilio aumenta la resistencia de la camisa. Hoy en día todavía se utiliza en linternas de camping portátiles, lámparas de queroseno y algunas lámparas de aceite.
A principios del siglo XXI el torio se sustituyó por el itrio ya que el dióxido de torio es radiactivo, por lo que por motivos de seguridad para los trabajadores que intervien en el proceso de fabricación se sustituyó por el itrio aunque, sin embargo, su uso por los usuarios planteaba un riesgo mínimo para la salud.

## Historia
El manguito incandescente para gas moderno fue uno de los muchos inventos de Carl Auer von Welsbach, un químico que estudió las tierras raras en la década de 1880 y que había sido estudiante de Robert Bunsen. Ignaz Kreidl trabajó con él en sus primeros experimentos para crear el manguito de Welsbach. Su primer proceso utilizó una mezcla de 60% de óxido de magnesio, 20% de óxido de lantano y 20% de óxido de itrio, al que llamó "Actinophor" y patentó en 1885. Estos mantos originales emitían una luz de color verde y no tuvieron mucho éxito. La primera empresa de von Welsbach se estableció en Atzgersdorf en 1887, pero fracasó en 1889. En 1890 descubrió que el torio era superior al magnesio y en 1891 perfeccionó una nueva mezcla de dióxido de torio (99%) y dióxido de cerio (1%) que daba una luz mucho más blanca y producía un manguito más resistente. Después de introducir comercialmente esta nueva camisa en 1892, se difundió rápidamente por toda Europa. El manguito de gas siguió siendo un elemento importante del alumbrado público hasta la introducción generalizada de la iluminación eléctrica a principios de 1900.